# تئودوزیا، میسوری
تئودوزیا (به انگلیسی: Theodosia) یک روستا (ایالات متحده آمریکا) در ایالات متحده آمریکا است که در شهرستان اوزارک، میزوری واقع شده‌است.
 تئودوزیا ۴٫۰۸ کیلومتر مربع مساحت و ۲۴۳ نفر جمعیت دارد و ۲۷۱ متر بالاتر از سطح دریا واقع شده‌است.